# Bernard Vajdič
Bernard Vajdič (Velenje, 18. rujna 1980.) umirovljeni je slovenski alpski skijaš.
Vajdič je jedan puta sudjelovao na Olimpijskim igrama i to 2006. godine u disciplinama slalomu i veleslalomu. U slalomu je osvojio 19. mjesto. Sudjelovao je u natjecanjima Svjetskog skijaškog kupa od 1999. godine, imao je sest plasmama među prvih deset.

## Vanjske poveznice
- Statistike na stranicama FIS-a  Arhivirana inačica izvorne stranice od 9. studenoga 2012. (Wayback Machine)